# Glatthorngruppe
Die Glatthorngruppe ist eine Gebirgsgruppe im österreichischen Bundesland Vorarlberg. Sie ist nach ihrem höchsten Gipfel, dem Glatthorn, benannt.

## Einordnung
Sowohl der Alpenvereinsführer „Bregenzerwaldgebirge“ von Walther Flaig aus dem Jahre 1977 als auch die internationale vereinheitlichte orographische Einteilung der Alpen (SOIUSA) ordnen die Glatthorngruppe dem Bregenzerwaldgebirge zu. Flaig fasst darüber hinaus die Glatthorngruppe mit den östlich des Faschinajochs liegenden Bergen Zafernhorn und Blasenka unter dem Namen „Faschinaberge“ zusammen.
| Einordnung nach SOIUSA | Einordnung nach SOIUSA | Einordnung nach SOIUSA                                 |
| ---------------------- | ---------------------- | ------------------------------------------------------ |
| Teil                   | II                     | Ostalpen                                               |
| Sektor                 | II/B                   | Nördliche Ostalpen                                     |
| Abschnitt              | 22                     | Bayerische Alpen                                       |
| Sektor                 | 22/A                   | Allgäuer und Bregenzer Alpen                           |
| Unterabschnitt         | 22.I                   | Bregenzerwaldgebirge                                   |
| Obergruppe             | 22.I.A                 | Westliches Bregenzerwaldgebirge                        |
| Gruppe                 | 22.I.1                 | Damülser Berge i. w. S. (Glatthorn-Mittagspitze-Kette) |
| Untergruppe            | 22.I.1.a               | Glatthorngruppe                                        |

Die neuere Ausgabe des Alpenvereinsführers von Dieter Seibert aus dem Jahre 2008 sieht die Grenze zwischen Bregenzerwaldgebirge und Lechquellengebirge westlich der Glatthorngruppe beim Ladritschbach und damit die gesamte Glatthorngruppe als Untergruppe Glatthorn–Zitterklapfen–Hochkünzel des Lechquellengebirges. Er weicht in diesem Punkt klar von der Alpenvereinseinteilung der Ostalpen ab und folgt der Gebirgsgruppengliederung für das österreichische Höhlenverzeichnis nach Hubert Trimmel aus dem Jahre 1968, wo diese Untergruppe als Nummer 1119 Künzelspitzen – Zitterklapfen – Damülserhorn innerhalb der Gruppe 1110 Rheintal – Walgau – Bregenzer Wald einsortiert ist.

## Lage und Umgrenzung
Die Glatthorngruppe liegt im Zentrum des österreichischen Bundeslandes Vorarlberg, westlich des Faschinajochs, zwischen Damüls im Norden und Sonntag im Großen Walsertal im Süden. Sämtliche Gipfel der Gruppe liegen im Gebiet der Gemeinde Fontanella.
Die Umgrenzung der Glatthorngruppe verläuft im Uhrzeigersinn entlang der Linie Unterdamülser Furka – Bregetzbach – Argenbach – Brägazbach – Faschinajoch – Faschinabach – Seebergbach – Lutz – Ladritschbach – Hüttabach – Unterdamülser Furka. Die Unterdamülser Furka verbindet die Glatthorngruppe mit den Damülser Bergen und das Faschinajoch mit der Zitterklapfengruppe im Lechquellengebirge.
| Freschengruppe | Damülser Berge                       |                                          |
| Walserkamm     |                                      | Zitterklapfengruppe (Lechquellengebirge) |
|                | Stafelvedergrat (Lechquellengebirge) |                                          |

## Gipfel und Sättel
In der folgenden Tabelle sind die benannten Gipfel und Sättel ausgehend vom zentralen Glatthorn nach außen aufgelistet.
| Gipfel/Sattel       | Höhe m ü. A. | Grat         | Anmerkung           |
| ------------------- | ------------ | ------------ | ------------------- |
| Glatthorn           | 2133         |              |                     |
| Unterer Hornsattel  | 1850         | Nordwestgrat | Höhenangabe ungenau |
| Damülser Horn       | 1929         | Nordwestgrat |                     |
| Unterdamülser Furka | 1486         | Nordwestgrat |                     |
| Schluchtensattel    | 1950         | Nordostgrat  | Höhenangabe ungenau |
| Zwölfergrat         | 1978         | Nordostgrat  |                     |
| Zwölferköpfle       | 1850         | Nordostgrat  | Höhenangabe ungenau |
| Hahnenkopf          | 1772         | Nordostgrat  |                     |
| Faschinajoch        | 1486         | Nordostgrat  |                     |
| Oberer Hornsattel   | 1950         | Ostgrat      | Höhenangabe ungenau |
| Faschina-Skiköpfle  | 1968         | Ostgrat      |                     |
| Sonnenköpfle        | 1877         | Ostgrat      |                     |
| Türtschhornscharte  | 1979         | Südgrat      |                     |
| Türtschhorn         | 2096         | Südgrat      |                     |

## Geologie

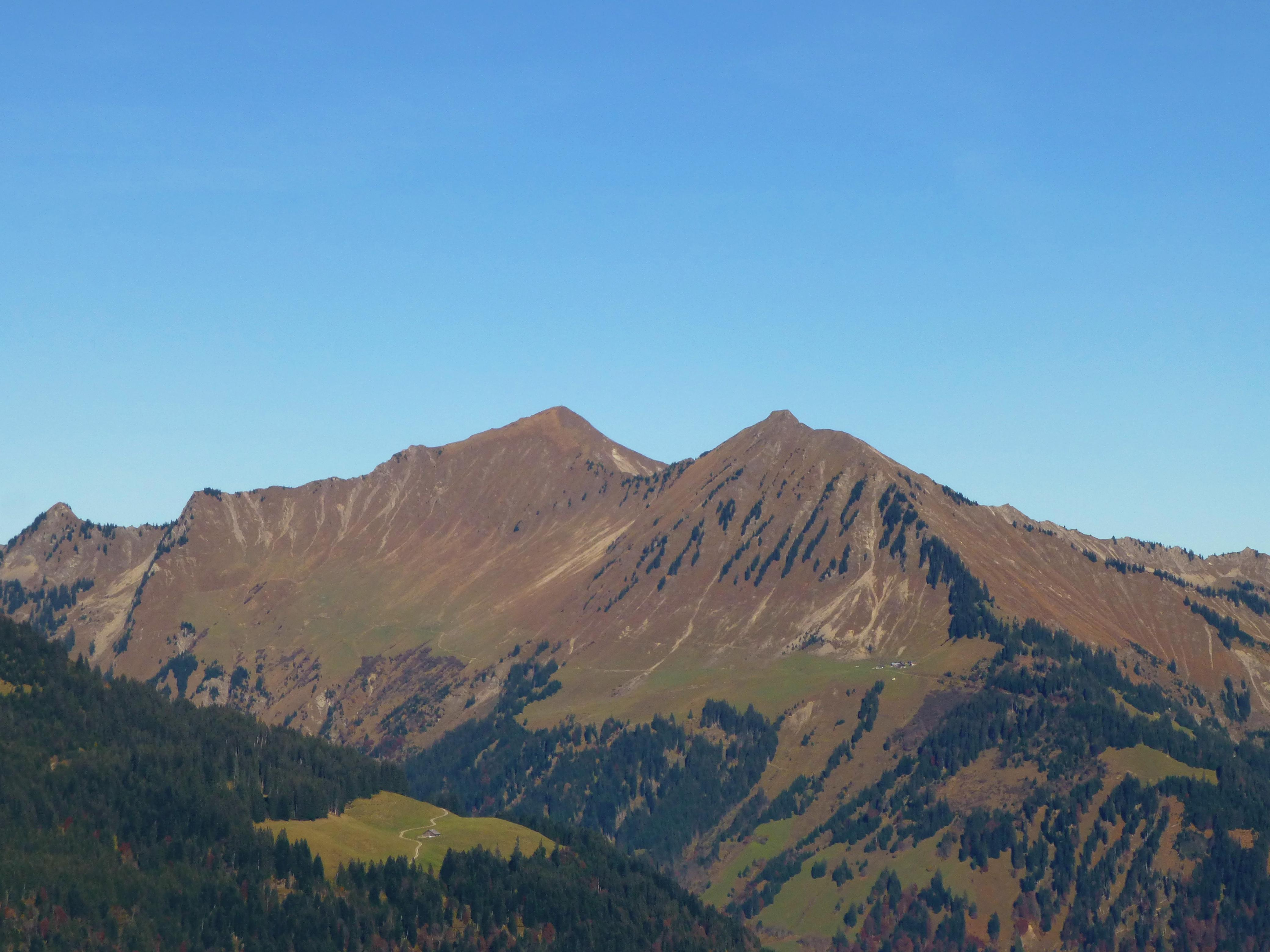
Die Westseite der Glatthorngruppe mit den für die Flyschzone typischen glatten, grasbewachsenen Hängen

Die Glatthorngruppe gehört geologisch gesehen zum Rhenodanubischen Flysch, der vor 97 bis 65 Millionen Jahren entstand, als große Mengen von Sand in eine Tiefseerinne gespült und dort durch den Wasserdruck zu Sandstein zusammengepress wurden. Bei der späteren Auffaltung der Alpen bildeten sich daraus die Gebirgszüge, die sich aufgrund des verhältnismäßig weichen und leicht verwitternden Gesteines – wie in der Glatthorngruppe – besonders durch sanfte, grasbewachsene und eben glatte Hänge kennzeichnen. Das Glatthorn ist der höchste Gipfel der Flyschzone in ganz Österreich.

## Landschaft
Die Gestalt der Glatthorngruppe ist geprägt von sternförmig im Glatthorn zusammenlaufenden, ausgeprägten Gratlinien. Der Nordwestgrat verläuft vom Glatthorn über das Damülser Horn bis zur Unterdamülser Alpe, nach etwa 270 Metern zweigt der Nordostgrat ab, der im Hahnenkopf endet. Der Ostgrat verläuft vom Glatthorn zum Sonnenköpfle. Der Südgrat verläuft ebenfalls vom Glatthorn ausgehend über das Türtschhorn bis nach Garsella, beim Türtschhorn zweigt ein zweiter nach Osten verlaufender Grat, der Südostgrat, ab.
Das Tobel zwischen Nordost- und Ostgrat wird vom Faschinabach entwässert, jenes zwischen Ost- und Südostgrat vom Fontanellabach. Zwischen Südostgrat und Südgrat fließt der Türtschbach nach Süden in die Lutz.

## Naturschutz
Die Glatthorngruppe liegt vollständig im Gebiet des Biosphärenparks Großes Walsertal. Einige Gebiete, vor allem rund um die Flüsse, sind im Biotopinventar Vorarlberg als schützenswert ausgewiesen, stehen jedoch nicht unter ausdrücklichem Natur- oder Landschaftsschutz.

## Erschließung und Besiedlung
Außer der Rotte Faschina, die sich am gleichnamigen Joch im Nordosten des Gebirgsstocks befindet, ist die Glatthorngruppe nur am südlichen Hang besiedelt. Dort liegen neben dem Hauptort von Fontanella auch noch die Ortschaftsbestandteile Wies, Mittelberg und Säge, weiters die Ortsteile Senzaboda, Boden-Flecken und Buchholz, die zur Gemeinde Sonntag gehören, sowie die Rotte Türtsch, die auf die Gemeindegebiete von Fontanella und Sonntag aufgeteilt ist. Eine kleine Wochenendhaussiedlung befindet sich im Gebiet der Alpe Unterdamüls nahe der Unterdamüler Furka in der nordwestlichen Ecke der Glatthorngruppe.
Mit Gadastatt und Ladritsch befinden sich zwei Vorsäße an den Hängen des Südgrates. Die höher gelegenen Bergwiesen der gesamten Gruppe werden von Alpen genutzt, namentlich (im Uhrzeigersinn) von der Ischgavelsaalpe, der Stafelalpe, der Fatnellaalpe, der Stellialpe und der Türtschalpe.

## Tourismus

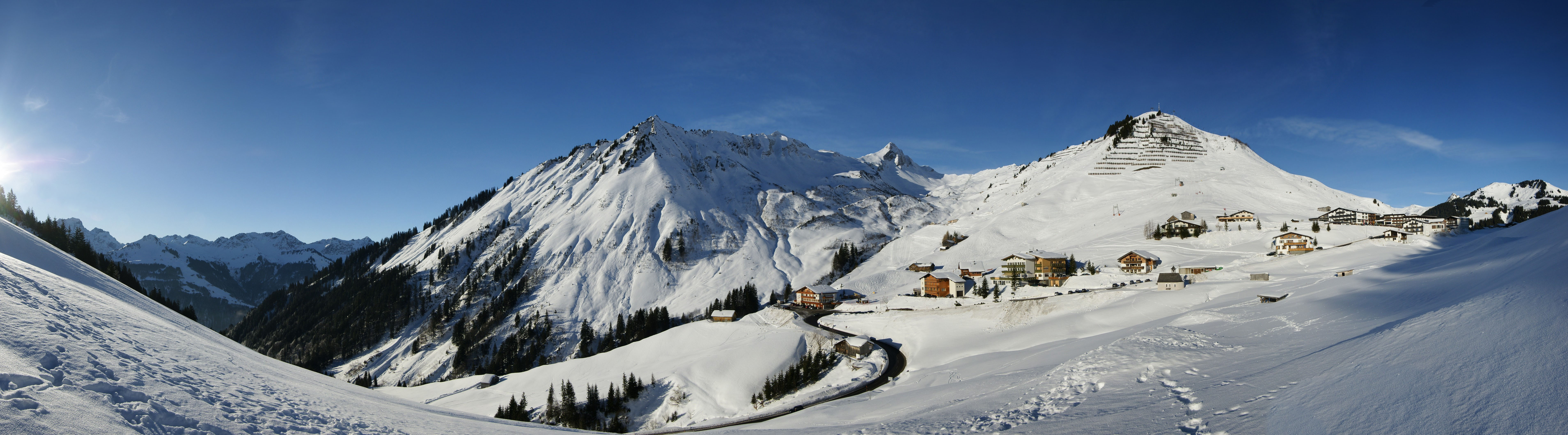
Panoramaaufnahme des Skigebiets Faschina

Der Südhang und der Nordostgrat sind mit einem dichten Wanderwegenetz ausgestattet, im Rest des Gebietes sind nur einzelne markierte Wege vorhanden. Die Gipfel des Glatthorns und des Damülser Horns sind über markierte alpine Steige erschlossen. Auf dem gesamten Nordostgrat vom Schluchtensattel bis zum Hahnenkopf verläuft ein Bergwanderweg. Der Hahnenkopf selbst ist nicht nur mit einem auch im Sommer betriebenen Sessellift erreichbar, sondern auch über einen Spazierweg von Faschina über die Stafelalpe und die privat bewirtschaftete Franz-Josef-Hütte.
Der Rote Weg der Via Alpina streift mit der Etappe R54 die Glatthorngruppe am südlichen Rand.
Das Skigebiet Faschina mit zwei Sesselliften, zwei Schleppliften und einem Skikindergarten liegt am Südhang des Nordostgrats.